# Hans P. Kraus
Hans Peter Kraus, conosciuto anche come H. P. Kraus o HPK (Vienna, 12 ottobre 1907 – Ridgefield, 1º novembre 1988), è stato un antiquario e libraio austriaco naturalizzato statunitense, descritto come "senza dubbio il venditore di libri rari di maggior successo e dominio del mondo nella seconda metà del XX secolo" ".
Kraus si specializzò in manoscritti miniati medievali, incunabuli, e libri rari del XVI secolo e XVII secolo, ma comprava e vendeva quasi ogni libro in cui s'imbatteva, se era raro, importante e di valore. Si vantava di essere "l'unico libraio della storia... ad aver posseduto una Bibbia di Gutenberg e i Salteri del 1457 e 1459" allo stesso tempo, "sottolineo che "possedere" qui è il termine corretto, perché furono comprati non per conto di un cliente, ma per il negozio".

## Biografia

### La giovinezza e la carriera in Europa
Kraus nacque il 12 ottobre, 1907, a Vienna. Dopo aver lavorato per R. Lechner a Vienna e Ernest Wasmuth a Berlino, cominciò la sua carriera di rivenditore di libri rari nel 1932, che ebbe successo nonostante la Grande depressione. Nel 1938, dopo l'annessione dell'Austria da parte della Germania nazista, Kraus fu arrestato perché ebreo e fu spedito al Campo di concentramento di Dachau. Dopo parecchi mesi fu trasferito al Campo di concentramento di Buchenwald. Dopo otto mesi a Buchenwald, fu rilasciato e tornò a Vienna per lasciare l'Austria in due mesi.
Kraus abbandonò i suoi affari e il suo magazzino che conteneva più di 100.000 libri, anche se ne aveva in precedenza inviato alcuni libri e beni in Svizzera, ed andò a Stoccolma, in Svezia. Riuscì anche a far arrivare sua madre lì; questa arrivò due giorni prima che cominciasse la Seconda guerra mondiale. A settembre ottenne un passaporto e navigò fino a New York, arrivandoci il 12 ottobre, 1939, dove arrivò con una lettera di Cristoforo Colombo del 1494, che gli fece guadagnare una immediata fama come venditore di libri in America, anche grazie a una colonna di un giornale che annunciava come la lettera di Colombo sarebbe arrivata proprio il Giorno di Colombo. In due settimane dal suo arrivo conobbe Hanni Zucker, anche lei da Vienna, che in seguito sposò.

### Carriera negli Stati Uniti
Kraus ricomiciò la sua attività a New York, che presto cominciò a prosperare. La sua prima vendita importante fu a Lessing J. Rosenwald, un grande collezionista di libri, che alla fine donò la sua collezione alla Biblioteca del Congresso. Negl'anni, Kraus comprò e vendette importanti manoscritti miniati medioevali, incunaboli e libri rari e manoscritti. Tra le sue vendite più importanti ci sono i vangeli di Anhalt, il finemente miniato libro d'Ore di Catherine de Cleves, ora riunito con la sua altra metà alla Morgan Library, la copia di Arthur Houghton della bibbia di Gutenberg per 2,5 milioni di $, tre copie della prima edizione de I racconti di Canterbury di Caxton, e il manoscritto originale della proclamazione dell'Acquisto della Louisiana, firmato da Thomas Jefferson, ha anche acquistato l'enigmatico Manoscritto Voynich nel 1961 per 24500 $, e dopo sette anni di tentativi di vendita infruttuosi, alla fine lo donò alla biblioteca Beinecke all'Università Yale. Kraus vendette anche il magnifico manoscritto, la bibbia gigante di Magonza a Lessing J. Rosenwald, che la donò alla biblioteca del Congresso.
Agli inizi della sua carriera, Kraus cominciò a comprare intere biblioteche o collezioni ad un prezzo ridotto e poi rivendere i libri individualmente o in gruppi più piccoli, analizzati e catalogati con attenzione, per un grande profitto. Continuò con questa pratica anche dopo che si trasferì negli Stati Uniti, per esempio, comprando nel 1949 20 000 volumi della biblioteca del Principato del Liechtenstein per un "prezzo di favore", l'intera collezione di Frederick Adams, consistente nella letteratura ed ephemera del primo comunismo, radicale ed anarchico, e nel 1977 i resti della grande collezione di manoscritti del bibliomane del XIX secolo, Sir Thomas Phillipps, che comprendeva ancora 2 000 volumi manoscritti e 130 000 lettere e documenti manoscritti.

### Cataloghi di vendita
Kraus pubblicava regolarmente cataloghi stampati di libri in vendita, che contenevano ampie descrizioni dettagliate di libri e manoscritti. Complessivamente almeno 223, sono apprezzati oggi come opere di riferimento. Alcuni cataloghi contenevano illustrazioni a colori di rilegature e illustrazioni, e alcuni sono stati pubblicati in formato cartonato. Kraus aveva "la più grande e completa biblioteca di libri di riferimento sull'argomento bibliografico mai messa insieme da un commerciante di libri ovunque".

### Uomo d'affari e collezionista
Kraus era comprensibilmente molto orgoglioso del suo successo come uomo d'affari, accumulando una fortuna dal raro commercio di libri e manoscritti. Ha descritto la sua "filosofia del successo negli affari" come: "Spingi, colpisci forte, persegui". Oltre ad essere l'unico commerciante a possedere, come inventario, la Bibbia di Gutenberg e i Salteri 1457 e 1459 allo stesso tempo, "possedeva la maggior parte degli incunaboli principali", e "acquistava e vendeva più Caxton di qualsiasi altro libraio vivente ". La sua autobiografia è piena di storie in cui acquistò alcuni rari manoscritti o libri a basso prezzo, lo voltò e lo vendette a un prezzo molto più grande. Lamenta anche un paio di occasioni dove ha quasi fallito ad assicurarsi qualche libro o collezione, tra cui alcuni dei rotoli del mar morto, o dove ha venduto un oggetto molto raro troppo a buon mercato.
Kraus ha riconosciuto che la sua autobiografia potrebbe lasciare al lettore "l'impressione che [fosse] interessato solo a fare soldi". Tuttavia, aveva un profondo amore per i libri ed era lui stesso un serio collezionista. Un'area di particolare interesse per Kraus erano i libri relativi a Francis Drake . Alla fine scrisse una biografia di Drake, basata sui materiali della sua collezione, una collezione che in seguito donò alla Biblioteca del Congresso. Kraus ha anche messo insieme una raccolta di importanti manoscritti riguardanti l'America coloniale spagnola , in particolare il Messico, tra cui una lettera di Amerigo Vespucci. Kraus donò quella collezione alla Biblioteca del Congress nel 1969.
Nel 1978 Kraus pubblicò la sua autobiografia A Rare Book Saga .

### Riviste e ristampe
Nel corso degli anni, Kraus acquistò grandi collezioni di riviste tecniche e accademiche, che fu in grado di rivendere alle biblioteche con grande profitto. A New York, aprì una seconda attività, Kraus Periodicals Inc., specializzata nella vendita di tirature di riviste accademiche, e presto fece un acquisto in blocco di oltre 300 000 numeri. Successivamente, dopo aver ricevuto più ordini per le stesse riviste, Kraus costituì un'azienda che ristampava riviste scientifiche e accademiche e libri di consultazione.

### Morte
Kraus morì il 1º novembre del 1988 a Ridgefield, nel Connecticut; l'attività fu portata avanti dalla vedova Hanni, dalla loro figlia e dal genero, rispettivamente Mary Ann e Roland Folter. L'attività in seguito chiuse e le rimanenti opere d'inventario e di riferimento furono vendute da Sotheby's.

## Opere
- H. P. Kraus, "On book collecting: the story of my Drake library". The James Ford Bell Lecture, no. 6. [Minneapolis]: The Associates of the James Ford Bell Library, 1969.
- Sir Francis Drake: A Pictorial Biography by Hans P. Kraus. Online presentation for the Collections at the Library of Congress